# Arnould Galopin
Pour les articles homonymes, voir Galopin.
Œuvres principales
- Le Docteur Oméga (1906)
- Sur le front de mer (1918)
- Le Bacille (1928)

Arnould Désiré Galopin, né à Marbeuf (Eure) le 9 février 1863 et mort dans le 15e arrondissement de Paris le 9 décembre 1934, est un écrivain français.
Il est l'auteur de nombreux ouvrages pour la jeunesse, de romans de science-fiction et de romans policiers.

## Biographie
Arnould Galopin est le fils d'Augustin Galopin (1836-1899), un instituteur devenu professeur de physiologie, qui publia en 1875 un livre pédagogique destiné à la jeunesse portant sur l'hygiène.
En 1896, il écrit le livre Les Voyants de Tilly-sur-Seulles sous le pseudonyme de Vicomte de Granville, et dont la préface est de Pierre Maurer, aumônier de l'hospice des Frères Saint-Jean de Matha, pseudonyme de Paul Masson.
Auteur prolifique ayant plus de cinquante romans à son actif, il obtient en 1918 le grand prix de l'Académie française pour Sur le front de mer, un roman sur la marine marchande pendant la Première Guerre mondiale, acclamé par la critique. Il écrit ensuite plusieurs romans à succès sur ses expériences de guerre.
Galopin est également l'auteur de romans de science-fiction dans le style de H.G. Wells et de Jules Verne, parmi lesquels Le Docteur Oméga (1906), La Révolution de demain (1909) et Le Bacille (1928), mettant en scène un scientifique fou utilisant la guerre biologique pour se venger.
Dans un style plus paisible et picaresque, Les aventures de Mr. Paturel (épisodes dans la décennie 1930) mettent en scène un savant entomologiste débonnaire, distrait et inoffensif,.
Il a écrit aussi de nombreux romans destinés aux adolescents, tels que Le Tour du monde de deux gosses (1908) et Un aviateur de 15 ans (1926). Un Poilu de douze ans (1920), Le Chasseur de panthères (1928), et aussi Le Petit Détective (1934), aventures policières en région parisienne (à l'exception d'épisodes se déroulant au Maroc contre un groupe terroriste, dirigé par « le Rénovateur »), mêlent l'aventure ou le récit de guerre au genre policier.
Arnould Galopin a également créé en 1911 Ténébras, le bandit fantôme, rival de Fantômas, et, l'année précédente, dans La Ténébreuse Affaire de Green Park, l'inspecteur Allan Dickson, l'un des prototypes du détective Harry Dickson, le héros mythique repris par Jean Ray. Galopin a fait de Dickson le coéquipier de Sherlock Holmes dans L'Homme au complet gris (1912), un des premiers pastiches de Sherlock Holmes en français.  Quant au cambrioleur Edgar Pipe, qui apparaît dans trois romans, il s'agit d'une sorte d'avatar anglais d'Arsène Lupin.
En tant que poète, Arnould Galopin a écrit un petit nombre de poésies en normand. Il a aussi contribué avec une étude Le Patois normand au Livre du Millénaire de la Normandie (1911) qu'il avait corédigé. Il est membre de la Société des écrivains normands.
En 1906, il co-présente avec Maurice Vitrac une nouvelle édition des Mémoires du  duc de Lauzun.

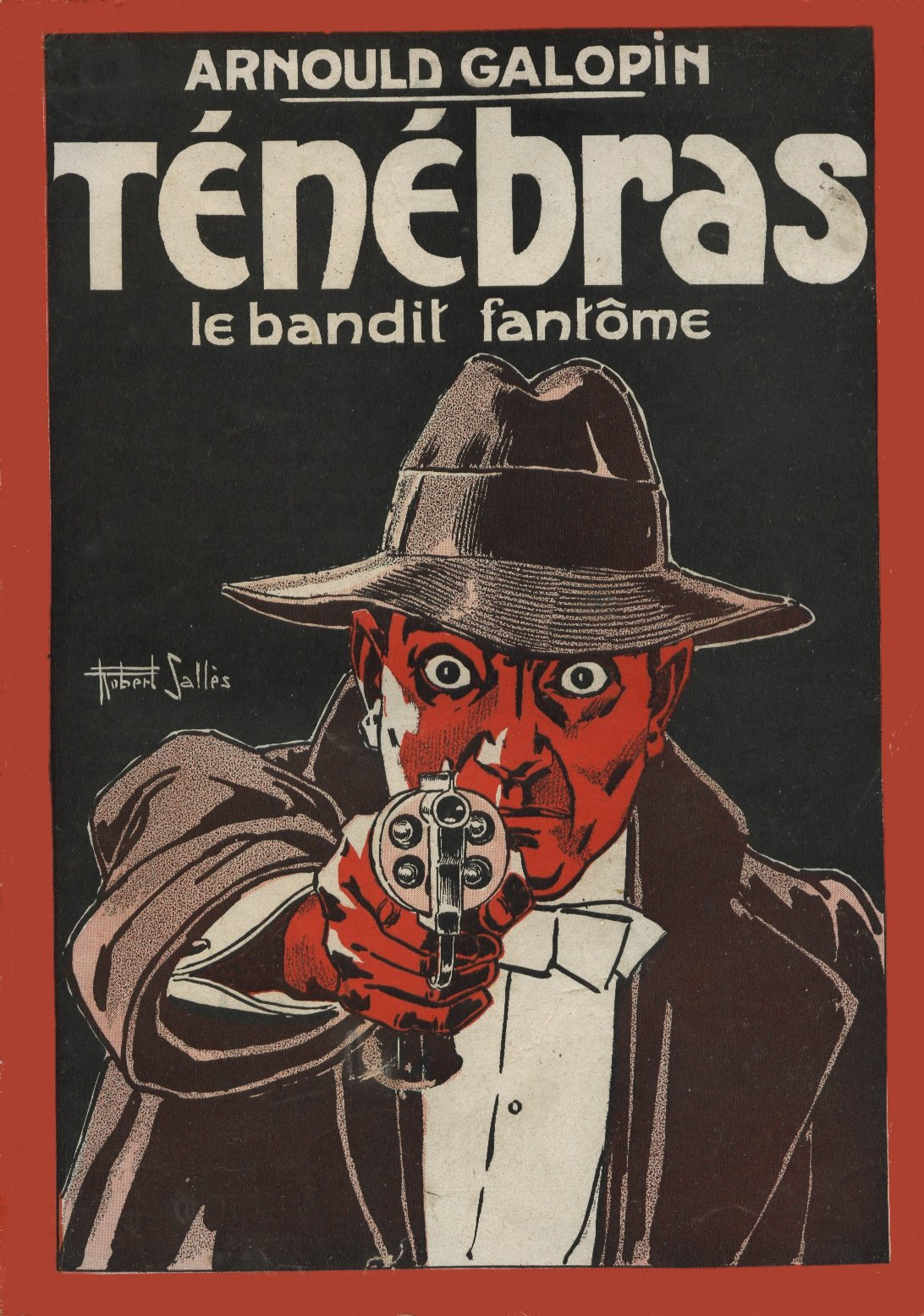
Couverture pour Ténébras, le bandit fantôme conçue par Robert Sallès.

## Œuvres

### Romans

#### SérieAllan Dickson
- La Ténébreuse Affaire de Green Park, 1910
- La Sandale rouge, 1914
- Les Suites d'un mariage d'amour, 1929

#### SérieEdgar Pipe
- Mémoires d'un cambrioleur retiré des affaires, 1922
- La Résurrection d'Edgar Pipe, 1933
- La Dernière Incarnation d'Edgar Pipe, 1934

#### Autres romans
- Le Docteur Oméga, aventures fantastiques de trois Français dans la planète Mars, ill. d'Ernest Bouard, 1906
- L'Homme à la figure bleue, 1909
- La Petite Loute, 1909
- La Révolution de demain, 1909, (co-écriture avec Capitaine Danrit)
- Soir de tempête, 1909
- Un aéroplane autour du monde, 1910 (en collaboration avec Henry de La Vaulx)
- Ténèbras, le bandit fantôme, 1911
- Le Tour du monde de deux gosses, 1911 (en collaboration avec Henry de La Vaulx)
- L'Homme au complet gris, 1912
- La Fiancée de l'espion, 1917
- Sur la ligne de feu, 1917
- Sur le front de mer, 1918
- Les Gars de la flotte, 1918
- Un Poilu de douze ans, 1920
- Les Aventures de Julot, tueur de tigres, 1924
- Les Aventures de Toto explorateur de 13 ans, 1924
- Le Petit Chasseur de la Pampa, 1925
- Le Tour du monde de deux gosses, 1925
- Aventures d'un petit explorateur, 1925 (Albin Michel)
- Un aviateur de quinze ans, 1926
- Mathurin Le Clech, 1927
- Aventures d'un apprenti parisien, 1928
- Le Petit Chasseur de panthères, 1928
- La Petite Vendeuse du Louvre, 1928
- Le Bacille, 1928
- Le Petit Mousse, 1928
- Les Aventures de M. Paturel, 1929
- Le Tour du monde en aéroplane, 1929
- Aventures d'un petit Buffalo, 1930
- Le Sergent Bucaille, 1930
- Les Aventures d'un écolier parisien, 1931
- La Cocarde blanche, 1931
- Le Petit Détective, 1934-1935
- Le Tour du monde d'un boy scout, s.d.
- Le Tour du monde en sous-marin, s.d.

## Distinctions
- Officier d'Académie (arrêté du ministre de l'Instruction publique et des Beaux-Arts du 14 juillet 1890)[7]
- Officier de l'Instruction publique (arrêté du ministre de l'Instruction publique et des Beaux-Arts du 5 février 1896)[8]
- Officier de la Légion d'Honneur au titre du ministère de l'Instruction publique et des Beaux-Arts (décret du 30 septembre 1920)[9]

## Sources
- (en) Cet article est partiellement ou en totalité issu de l’article de Wikipédia en anglais intitulé « Arnould Galopin » (voir la liste des auteurs).
- Pierre Chevallier, Arnould Galopin : Homme de lettres - Romancier populaire 1863-1934, PGC éditions, 2013, 285 p. (ISBN 978-2746648180, présentation en ligne).
- Guy Costes et Joseph Altairac (préf. Gérard Klein), Rétrofictions : encyclopédie de la conjecture romanesque rationnelle francophone, de Rabelais à Barjavel, 1532-1951, t. 1 : lettres A à L, t. 2 : lettres M à Z, Amiens / Paris, Encrage / Les Belles Lettres, coll. « Interface » (no 5), 2018, 2458 p. (ISBN 978-2-25144-851-0).
- Claude Mesplède (dir.), Dictionnaire des littératures policières, vol. 1 : A - I, Nantes, Joseph K, coll. « Temps noir », 2007, 1054 p. (ISBN 978-2-910686-44-4, OCLC 315873251), p. 808-809.